# Katras
Katras é um cidade no distrito de Dhanbad, no estado indiano de Jharkhand.

## Geografia
Katras está localizada a 23° 48′ N, 86° 17′ L. Tem uma altitude média de 201 metros (659 pés).

## Demografia
Segundo o censo de 2001, Katras tinha uma população de 51 182 habitantes. Os indivíduos do sexo masculino constituem 54% da população e os do sexo feminino 46%. Katras tem uma taxa de literacia de 66%, superior à média nacional de 59,5%: a literacia no sexo masculino é de 74% e no sexo feminino é de 58%. Em Katras, 13% da população está abaixo dos 6 anos de idade.